# 29e cérémonie des Gotham Independent Film Awards
La 29e cérémonie des Gotham Independent Film Awards (29th Annual Gotham Independent Film Awards), présenté par l'Independent Filmmaker Project, s'est tenue le 2 décembre 2019,. Les nommés ont été annoncés le 24 octobre 2019,,. 
Les acteurs Sam Rockwell et Laura Dern, la réalisatrice Ava DuVernay et le producteur Glen Basner ont reçu des prix d'hommage,. 

## Gagnants et nommés

### Meilleur film
Marriage Story
- The Farewell (L'Adieu)
- Hustlers (Queens)
- Uncut Gems
- Waves

### Meilleur documentaire
American Factory
- Apollo 11
- The Edge of Democracy
- Midnight Traveler
- One Child Nation

### Meilleur acteur
Adam Driver dans le rôle de Charlie Barber dans Marriage Story
- Willem Dafoe dans le rôle de Thomas Wake dans The Lighthouse
- Aldis Hodge dans le rôle de Anthony Woods dans Clemency
- André Holland dans le rôle de Ray Burke dans High Flying Bird
- Adam Sandler dans le rôle de Howard Ratner dans Uncut Gems

### Meilleure actrice
Awkwafina dans le rôle de Billi Wang dans The Farewell (L'Adieu)
- Elisabeth Moss dans le rôle de Becky Something dans Her Smell
- Mary Kay Place dans le rôle de Diane dans Diane
- Florence Pugh dans le rôle de Dani Ardour dans Midsommar
- Alfre Woodard dans le rôle de Warden Bernadine Williams dans The Lighthouse

### Meilleur scénario
Noah Baumbach pour Marriage Story